# Jan Očko z Vlašimi

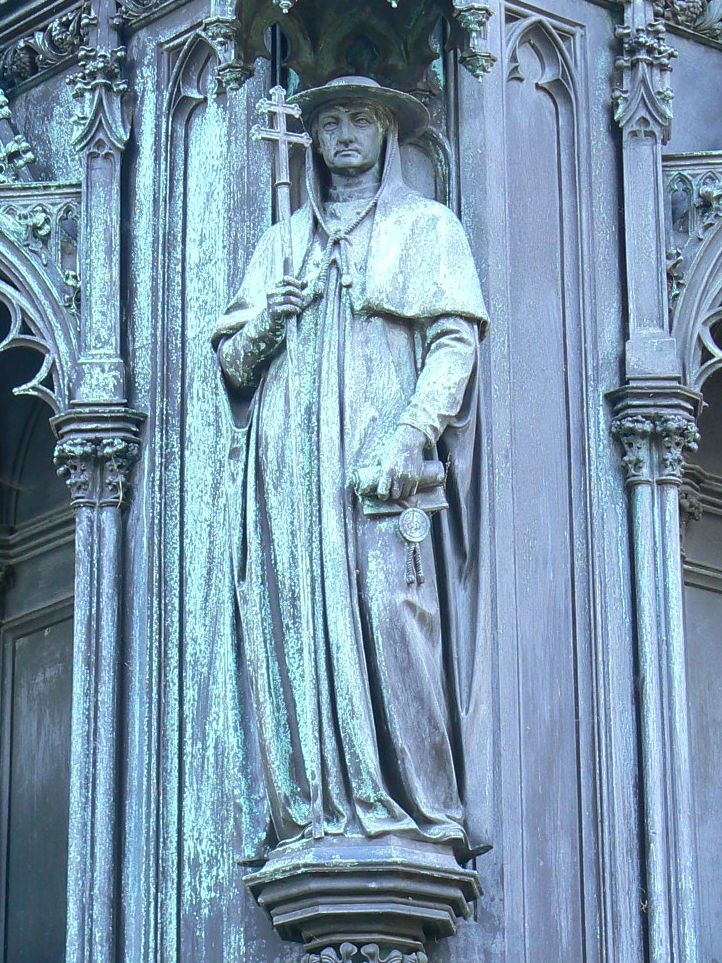
Figura Jana Oczko z Vlasimi na katedrze św. Wita w Pradze

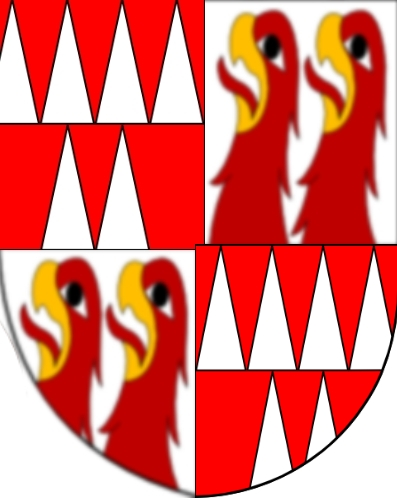
herb Jana Oczko z Vlasimi jako biskupa ołomunieckiego

Jan Očko z Vlašimi (ur. ok. 1292, zm. 14 stycznia 1380) – biskup ołomuniecki w latach 1351–1364, arcybiskup praski w latach 1364–1378.

## Życiorys
Jan Očko z Vlašimi był synem pisarza ksiąg ziemskich Jana z Kamenice i nieznanej z imienia matki. Miał wadę wzroku (zmętnienie oka). Pracował jako dyplomata w służbie margrabiego Karola. Później został jego doradcą. Karol IV Luksemburski wystarał się dla Jana o dyspensę od przeszkód nieprawego pochodzenia i ułomności fizycznej.
Karierę kościelną rozpoczął od uzyskania godności kanonika w Mělníku i Starej Boleslavi. W latach 1341–1351 był pierwszym prepozytem kapituły Wszystkich Świętych na Hradczanach. Od 1342 był kanonikiem praskiej kapituły katedralnej.
17 listopada 1351 papież na prośbę Karola IV mianował go biskupem ołomunieckim. Święcenia biskupie przyjął 13 kwietnia 1352. W 1355 towarzyszył cesarzowi jako jego kanclerz w drodze do Rzymu.
Po śmierci Arnoszta z Pardubic na życzenie Karola IV kapituła wybrała go na arcybiskupa praskiego. Jan Očko został w ten sposób głównym doradcą cesarza. Zwołał synod archidiecezji. W 1368 utworzył w Rzymie hospicjum dla czeskich pielgrzymów. W tym samym roku został mianowany zarządcą Królestwa Czeskiego na okres nieobecności Karola IV, który wyruszył do Rzymu. 17 listopada 1370 koronował pierwszą żonę Wacława IV Joannę Bawarską na czeską królową.
17 września 1378 otrzymał kapelusz kardynalski z tytułem prezbitera SS. XII Apostoli, będąc pierwszym w dziejach czeskiego Kościoła katolickiego biskupem obdarzonym tą godnością. 20 października 1378 ze względu na wiek i chorobę zrezygnował z urzędu arcybiskupa praskiego. Uczestniczył w pogrzebie Karola IV.